# 百十郎桜

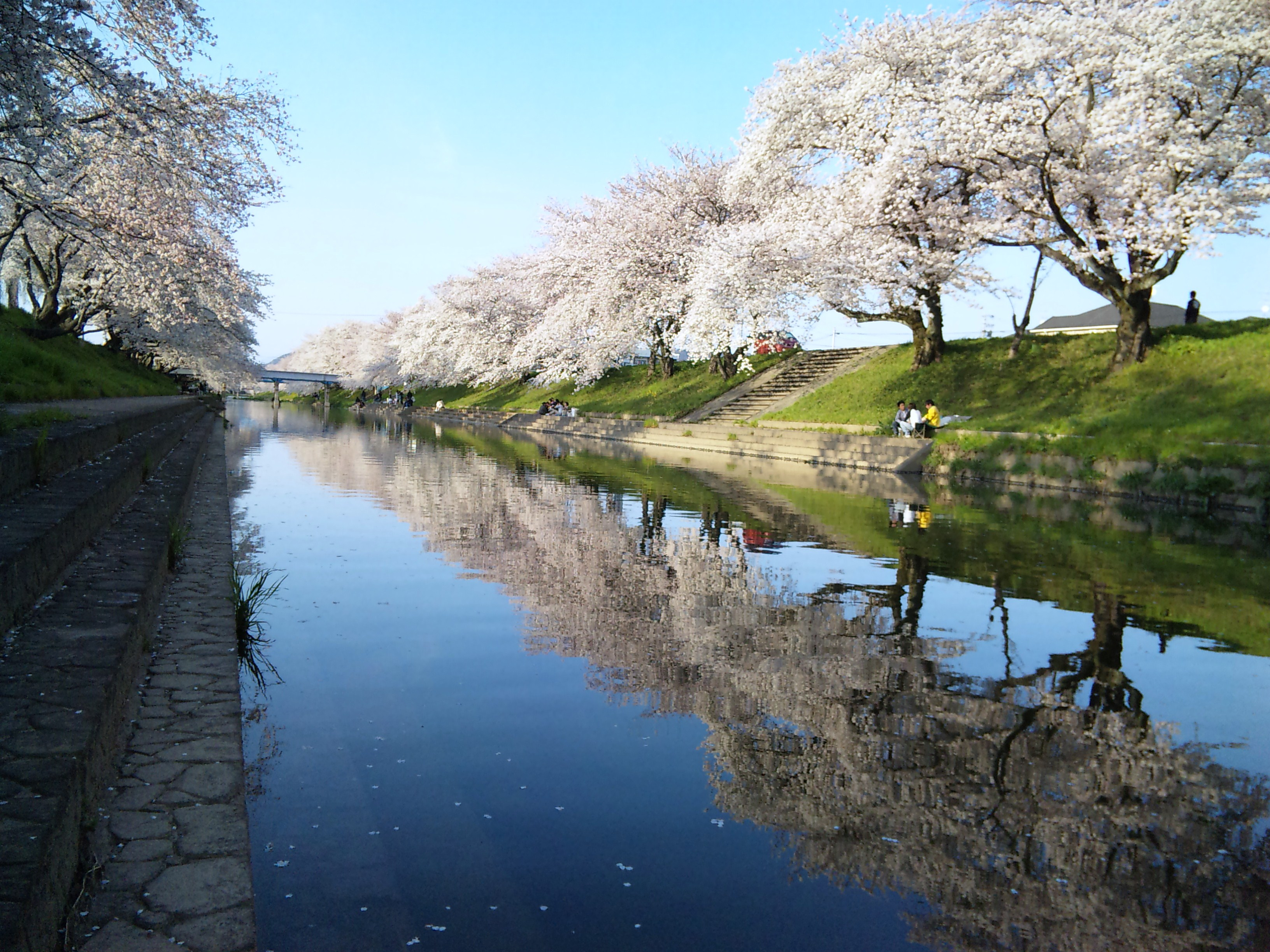
新境川に咲く百十郎桜（2009年（平成21年）4月撮影）

百十郎桜（ひゃくじゅうろうさくら）は、岐阜県各務原市を流れる新境川の両岸に設けられた桜並木である。

## 概要
1963年（昭和38年）に同市発足を記念して、植樹された。その後1983年（昭和58年）に、同市出身で1931年（昭和6年）と1932年（昭和7年）に新境川沿いに"吉野桜（ソメイヨシノ）"を寄附した歌舞伎役者・市川百十郎の名を取って、「百十郎桜」と名付けられた。1990年（平成2年）に『日本さくら名所100選』に、2003年（平成16年）3月には『飛騨・美濃さくら三十三選』にも選ばれている。現在1,000本以上の桜が植えられており、花見の時期（桜まつり20万人の広場）には毎年約20万人が訪れる。

## 歴史
- 1963年（昭和38年） - 各務原市発足を記念して、植樹開始。
- 1983年（昭和58年） - 「百十郎桜」と命名される。
- 1990年（平成3年） - 『日本さくら名所100選』に選ばれる。
- 2003年（平成16年）3月 - 『飛騨・美濃さくら三十三選』に選ばれる。

## 市川百十郎による寄付
市川百十郎は1931年（昭和6年）、一時故郷である岐阜県稲葉郡大島村（現在の岐阜県各務原市蘇原大島町）に戻り、村歌舞伎の村国座で公演を行なっている。この時同じ年に完成した境川放水路（現在の新境川）の工事で多くの人が亡くなった事を聞き、その供養にと1931年に1,000本、1932年（昭和7年）に200本の"吉野桜"を寄附した。この吉野桜は新境川の堤防に植樹され、後に"桜の名所"として地元の人々に親しまれるようになった。
しかし太平洋戦争による物資不足のため薪や炭にする目的で、桜の木は次々と伐採されてしまう。さらに終戦後も物資不足は続き、伐採が止まらなかったため、最終的に残ったのは、境川分岐点北端の山崎橋から南300メートルほどの数十本程度であった。そこで、既存の桜の南端から那加町まで、戦後早々に新しく苗木が植えられた。しかし、これらの若い木は1960年代ごろまでは花をつけなかった。

## 今後の計画
各務原市は2008年度（平成20年度）からこの桜並木を更に延長させ、市内一円を大きな桜の輪で囲む、総延長31kmを誇る桜の回廊を2012年度（平成24年度）に完成させた。これにより総延長の日本最大の桜回廊都市となった（埼玉県さいたま市や青森県弘前市を日本一とする場合もある）。

## 関連書籍
- 『さいたさいた百十郎桜』赤座憲久・作、田中槙子・絵（新日本出版社、1994年（平成6年）7月）
- 『百十郎桜分布図』百十郎桜保全ボランティア / 編（百十郎桜保全ボランティア、2002年（平成14年））